# 規則動詞
規則動詞（きそくどうし）とは、動詞の語形が時制や人称により一定の規則に沿って変化する動詞のことである。不規則動詞と対をなす概念である。

## 英語

### 規則動詞を起こす動詞
ゲルマン語系の動詞には不規則動詞が多い。例としては、fly-flew-flown, go-went-gone, set-set-set, wear-wore-wornなどがあげられる。live-lived-livedのように、ゲルマン語系でありながら規則変化をするものもある。
それに対し、ラテン語系の動詞はほとんどが規則動詞である。例としては、convince-convinced-convinced, attract-attracted-attracted, remove-removed-removedなどがあげられる。この場合も、catch-caught-caughtのように、ラテン語系でありながら不規則変化をするものもある。

### 時制の規則変化
現在形に-ed を付けると過去形・過去分詞形になる。規則変化では、過去形と過去分詞形は同じである。

### 変化例
- 規則的な変化

| 現在形 | 過去形 | 過去分詞 |
| ------ | ------ | -------- |
| play   | played | played   |

- 現在形の動詞が-eで終わっており、dだけを付ける場合の変化

| 現在形 | 過去形 | 過去分詞 |
| ------ | ------ | -------- |
| like   | liked  | liked    |

- -yで終わる規則動詞のうち、yの前が子音で、yをiに変えてedを付ける場合の変化

| 現在形 | 過去形  | 過去分詞 |
| ------ | ------- | -------- |
| study  | studied | studied  |

### 人称変化の規則変化
現在形で主語が三人称のときのみ、動詞に-sが付く。
He speaks English.　（彼は英語を話す）

## ドイツ語

### 時制の規則変化
現在形の基本語尾-enを-teに変えると過去形になる。語幹の前にge-を付け、語尾-enをtに変えると過去分詞形になる。このようにして過去形・過去分詞を作る動詞を「弱変化動詞」とよぶ。

### 変化例
- 規則的な変化

| 現在形    | 過去形    | 過去分詞   |
| --------- | --------- | ---------- |
| spielen   | spielte   | gespielt   |
| schmecken | schmeckte | geschmeckt |

前綴りge-にはアクセントがない。
- 発音上の関係で-eが付く場合

| 現在形 | 過去形  | 過去分詞 |
| ------ | ------- | -------- |
| regnen | regnete | geregnet |

- 非分離動詞の変化

| 現在形    | 過去形   | 過去分詞 |
| --------- | -------- | -------- |
| besucheen | besuchte | besucht  |

アクセントのない前綴りが2回続くため、geが付かなくなる。

### 人称変化の規則変化
すべての人称において変化する。

### 例
|        | 現在    | 現在    | 過去      | 過去     |
| 単数   | 複数    | 単数    | 複数      |          |
| ------ | ------- | ------- | --------- | -------- |
| 一人称 | spiele  | spielen | spielte   | spielten |
| 二人称 | spielst | spielt  | spieltest | spieltet |
| 三人称 | spielt  | spielen | spielte   | spielten |

## エスペラント
エスペラントには不規則動詞が存在しない。よって、すべての動詞が規則動詞である。

### 変化例
- 規則的な変化

| 不定形 | 現在形 | 過去形 | 未来形 | 仮定法 | 命令形/意志法 |
| ------ | ------ | ------ | ------ | ------ | ------------- |
| fari   | faras  | faris  | faros  | farus  | faru          |
| esti   | estas  | estis  | estos  | estus  | estu          |